# جاكي نوفي
جاكي نوفي (بالفرنسية: Jacques Novi)‏ هو مدرب كرة قدم ولاعب كرة قدم فرنسي في مركز الدفاع، ولد في 18 يوليو 1946 في Bellegarde, Gard ‏ في فرنسا. شارك مع منتخب فرنسا تحت 19 سنة لكرة القدم ومنتخب فرنسا تحت 21 سنة لكرة القدم ومنتخب فرنسا لكرة القدم. أما مع النوادي، فقد لعب مع أولمبيك مارسيليا وباريس سان جيرمان ونادي ستراسبورغ ونيم أولمبيك.

## وصلات خارجية
- جاكي نوفي على موقع الاتحاد الأوربي (الإنجليزية)
- جاكي نوفي على موقع قاعدة بيانات كرة القدم.إي يو (الإنجليزية)
- جاكي نوفي على موقع ليكيب (الفرنسية)
- جاكي نوفي على موقع ناشيونال فوتبول تيمز (الإنجليزية)